# HD 224635
HD 224635，又名BD+32 4747，SAO 73656、HR 9074，是一颗恒星，视星等为6.58，位于銀經110.72，銀緯-27.91，其B1900.0坐标为赤經23h 54m 23.5s，赤緯+33° -27.91′ 12″。